# Leptotarsus (Pehlkea) pallitarsis
Leptotarsus (Pehlkea) pallitarsis is een tweevleugelige uit de familie langpootmuggen (Tipulidae). De soort komt voor in het Neotropisch gebied.